# Bitva u Bulgarofygu
Bitva u Bulgarofygu byla vojenským střetnutím mezi armádami byzantské říše a bulharského státu, jež se odehrála roku 896 a skončila bulharským vítězstvím.

## Pozadí a průběh bitvy

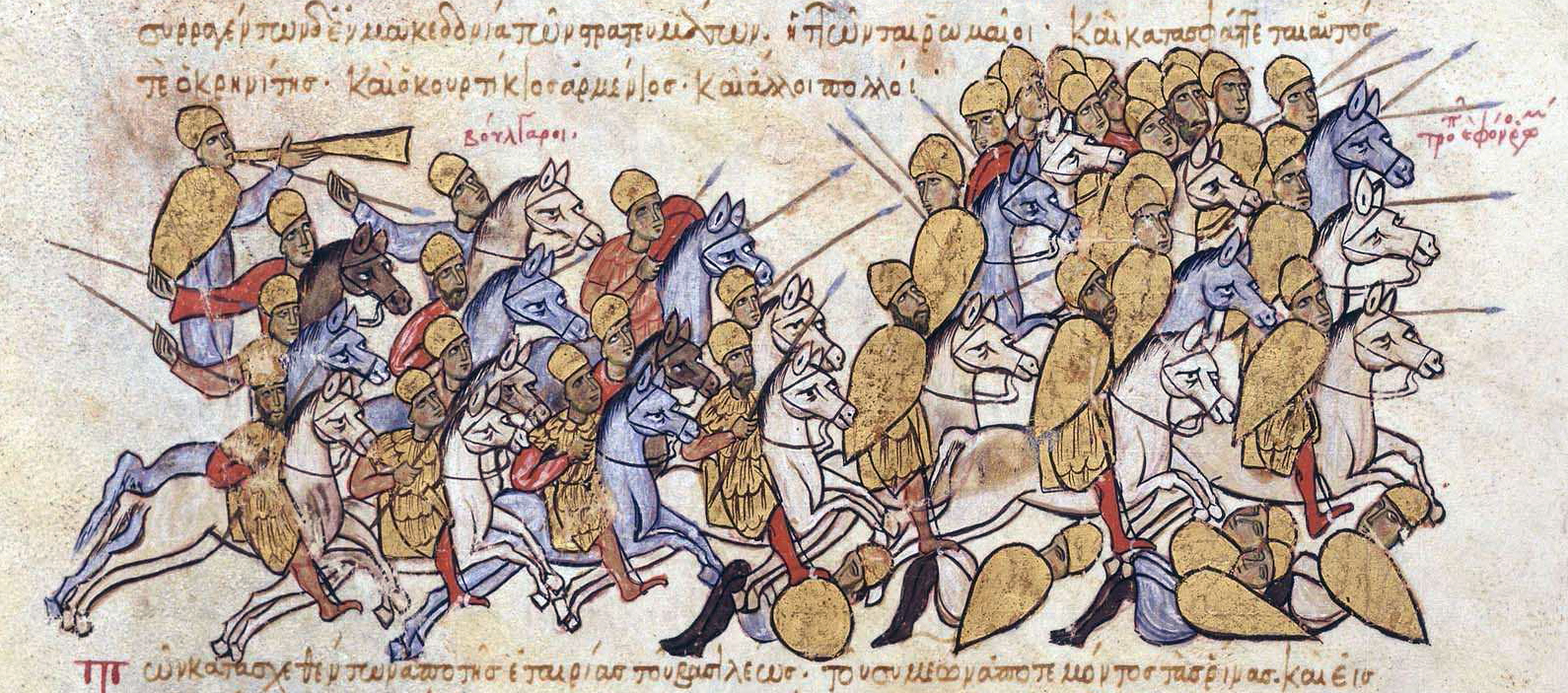
Bulhaři porážejí Byzantince u Bulgarofygu, miniatura z Madrid Skylitzes

Roku 894 přenechal Stylianos Zautzes, ministr císaře Leona VI., práva na výběr daní týkajících se obchodu s bulharskými zeměmi dvěma obchodníkům, kteří přenesli centrum obchodu do Soluně, kde byli dále od kontroly císařských úřadů, a uvalili na bulharské obchodníky vysoké poplatky, díky nimž se tak sami obohacovali. Bulharský kníže Symeon proti jejich jednání protestoval. Když ale císař na obranu bulharských obchodníků nezasáhl, bulharský vládce jeho chování pojal jako důvod k válce a začal podnikat výpady na byzantské území. Byzantinci se pokusili proti Bulharům poštvat Maďary, Symeon se ovšem spojil s dalším turkickým kmenem Pečeněhů, kteří proti Maďarům zasáhli a donutili je přesunout se do Panonie. Díky tomu se mohl kníže soustředit na boj proti Byzanci. K rozhodující bitvě došlo právě u Bulgarofygu, v níž byzantská vojska prohrála, a císař Leon byl nucen uzavřít mír, na základě něhož byla předchozí povinnost platit nespravedlivé poplatky zrušena.